# بركات موسى
بركات موسى هو الاسم الذي يطلق على القصيدة النبوية التي تظهر في سفر التثنية 33:2-27 ، حيث قدمها موسى بركة لأسباط إسرائيل . وهكذا تشارك القصيدة في موضوعها بركات يعقوب. وفي بركات موسى بركات قليلة، وأغلب الآيات تصف حال القبائل في وقت لاحق.